# Andrzej Wohl (socjolog)

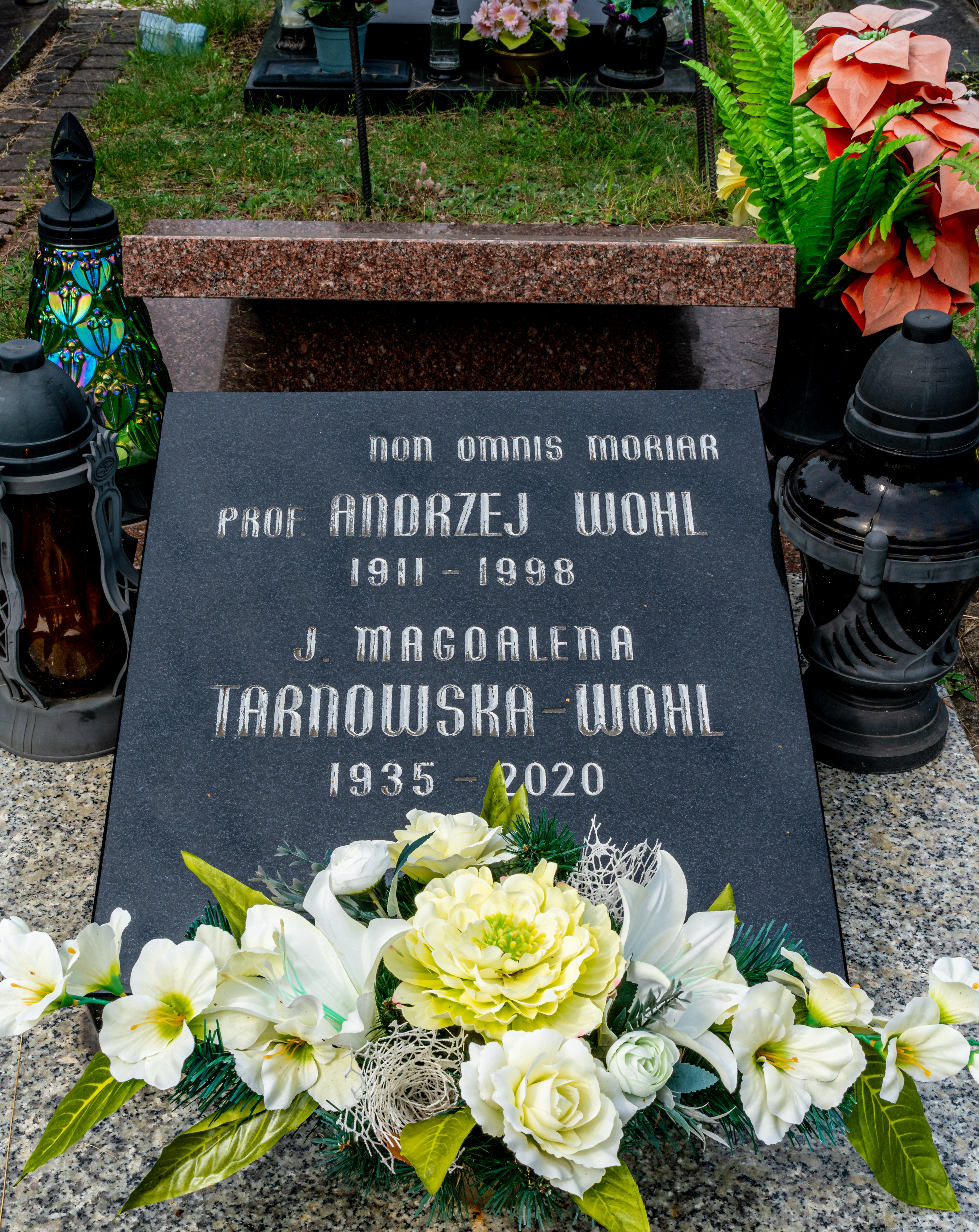
Grób Andrzeja Wohla na cmentarzu Komunalnym Północnym w Warszawie

Andrzej Wohl (ur. 27 lutego 1911 w Stanisławowie, zm. 1 września 1998 w Warszawie) – polski socjolog i filozof żydowskiego pochodzenia. 
Był także działaczem komunistycznym – przed II wojną światową należał do Komunistycznej Partii Zachodniej Ukrainy oraz dziennikarzem. Był pierwszym redaktorem naczelnym wydawanego w Lublinie dziennika „Sztandar Ludu”, którego pierwszy numer ukazał się 13 marca 1945 r.. Głównym przedmiotem jego badań była socjologia sportu, widziana z marksistowskiej perspektywy. Przez większość swojej kariery naukowej był zatrudniony w Akademii Wychowania Fizycznego w Warszawie.

## Życiorys
W 1958 ukończył filozofię na Uniwersytecie Warszawskim. Przebieg kariery naukowej: 1960 – doktorat, 1967 – habilitacja, 1977 – profesor, 1984 – profesor zwyczajny.
W 1965 został wybrany na szefa Międzynarodowego Komitetu Socjologii Sportu. W latach 1965–1984 był redaktorem naczelnym czasopisma International Review of Sport Sociology. Założyciel pierwszego na świecie Zakładu Socjologii Sportu (na warszawskiej AWF). Wypromował 20 doktorów.
Pochowany jest na cmentarzu Komunalnym Północnym na Wólce Węglowej (kwatera S-IX-2, rząd 3, grób 6).

## Wybrane publikacje
- Społeczno-historyczne podłoże sportu, „Sport i Turystyka”, Warszawa 1961
- Słowo a ruch: z zagadnień teorii motoryczności ludzkiej „PWN”, Warszawa 1965.
- Sport wiejski a przeobrażenia wsi polskiej, „AWF”, Warszawa 1977.